# ゴントゴ州
ゴントゴ州（ゴントゴしゅう、Région du Gontougo）はコートジボワール共和国北東部のザンザン地方南部の州。
州都はボンドークー。
2014年の人口は約66.7万人。

## 地理
- 北：ブンカニ州
- 東：ガーナ共和国
- 南：インデニエ＝ジブアリン州
- 南西：イッフ州
- 西：ハンボル州

## 行政区画
- Bondoukou
- Koun-Fao
- Sandégué
- Tanda
- Transua